# Copa de Honor de la Luftwaffe

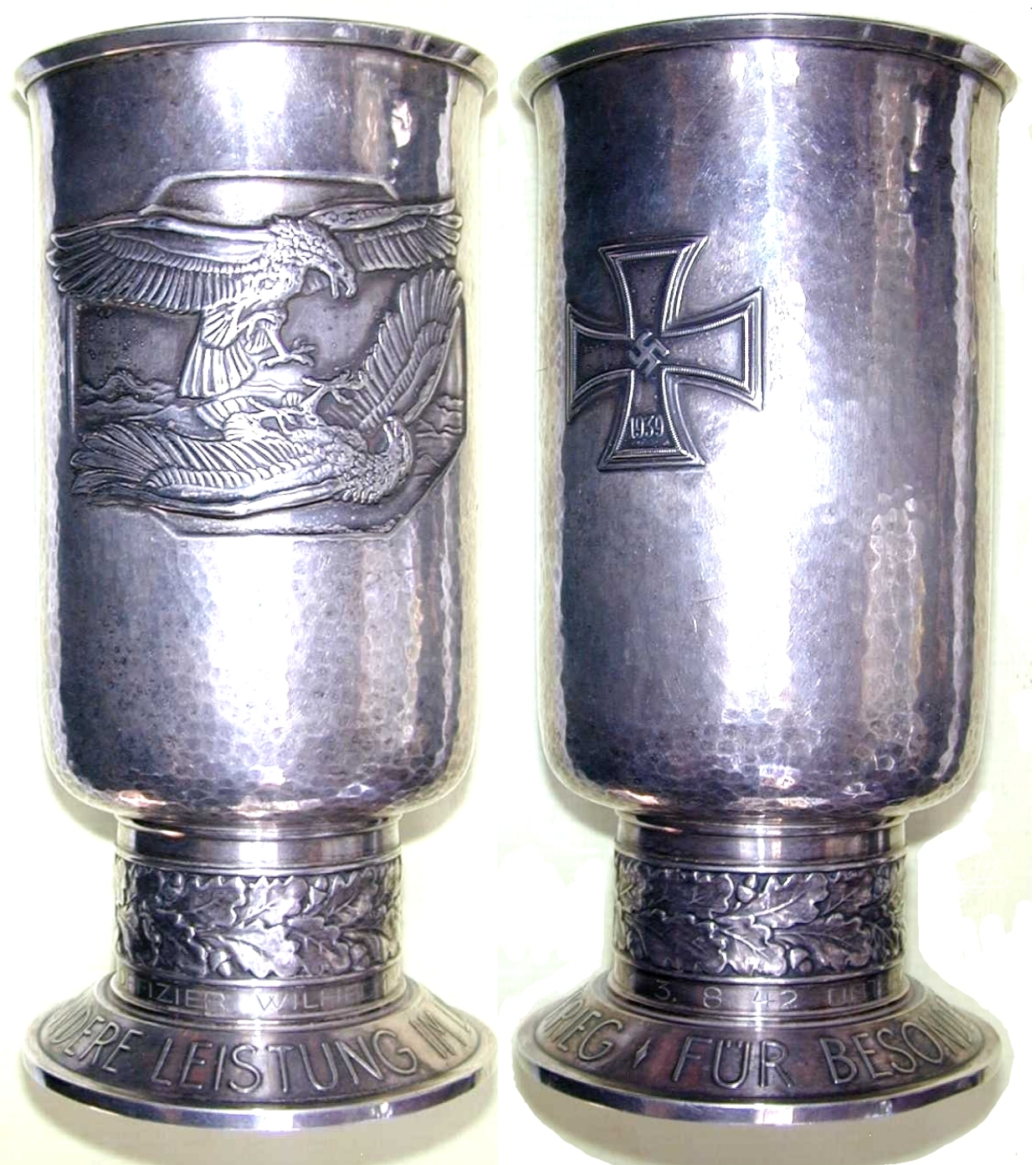
Copa de Honor de la Luftwaffe.

La Copa de Honor de la Luftwaffe (en alemán: Ehrenpokal der Luftwaffe) fue una condecoración de la Luftwaffe establecida el 27 de febrero de 1940 por el Reichsmarschall Hermann Göring, Reichsminister de Aviación y Comandante supremo de la Luftwaffe. Se conocía oficialmente como Ehrenpokal "für Besondere Leistung im Luftkrieg", o Copa de Honor "Por Logro Especial en la Guerra Aérea". La condecoración se otorgó únicamente al personal de vuelo (pilotos y tripulaciones). Los nombres de los destinatarios se publicaban en la revista Ehrenliste der Deutschen Luftwaffe (Lista de honor de la Fuerza Aérea Alemana). Los archivos alemanes indican que aproximadamente 58.000 se entregaron "sobre el papel", pero sólo se entregaron entre 13.000 y 15.000 copas de acuerdo con los registros. El primer aviador en recibir la copa fue Johann Schalk el 21 de agosto de 1940.

## Predecesores de la Primera Guerra Mundial

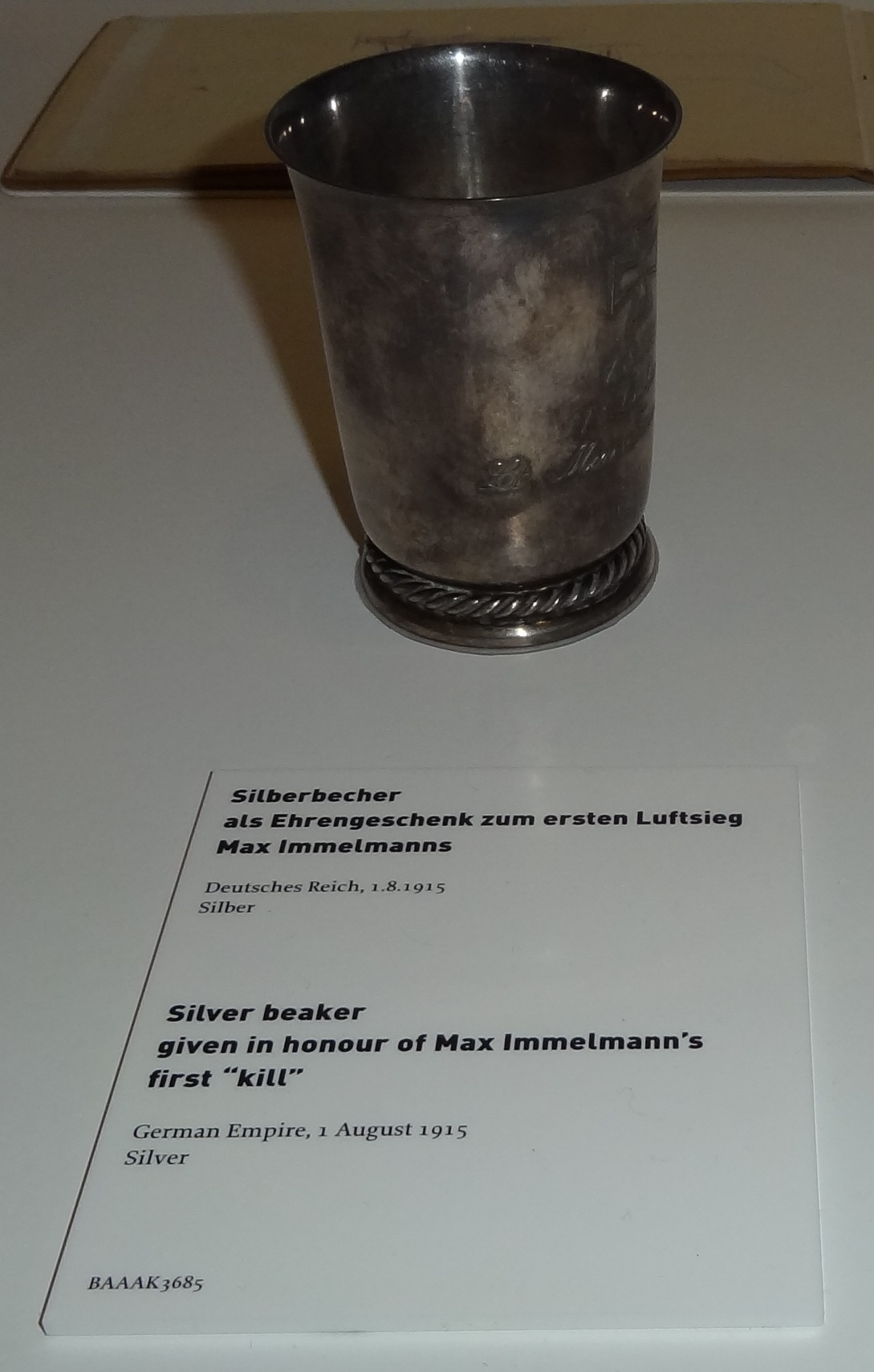
Copa de plata entregada a Max Immelmann durante la Primera Guerra Mundial, Museo de Historia Militar de la Bundeswehr.

Aunque Göring consideraba que la "Copa de Honor de la Luftwaffe" era su "creación personal", no era una idea original. Se basó en una condecoración de la aviación alemana de la Primera Guerra Mundial, la Ehrenbecher für den Sieger im Luftkampfe, o Copa de Honor para el Vencedor en el Combate Aéreo. Esta condecoración generalmente se otorgaba en la primera victoria de uno en un combate aéreo (aunque el otorgamiento real de la condecoración podría llegar algún tiempo después de la victoria). Se ha informado (aunque el difunto historiador de la aviación Neal O'Connor, no pudo confirmarlo antes de su muerte), que el requisito de victorias aéreas podía haber aumentado más tarde en la guerra, ya que el combate aéreo se volvió más común. Se desconoce el número total de condecoraciones otorgadas, pero fueron menos numerosas que su sucesor de la Segunda Guerra Mundial.
Entre los destinatarios notables de la Ehrenbecher für den Sieger im Luftkampfe estaban:
- Oswald Boelcke - 24 de diciembre de 1915; Uno de los mejores ases de Alemania de la Primera Guerra Mundial; también recibió la Pour le Mérite.
- Otto Deßloch: fecha de adjudicación desconocida; más tarde coronel general de la Luftwaffe; también recibió la Cruz de Caballero de la Cruz de Hierro con Hojas de Roble.
- Hermann Göring - 15 de abril de 1916; más tarde Reichsmarschall; recibió la Pour le Mérite, la Orden del Mérito Militar de Karl-Friedrich, y muchas otras condecoraciones.
- Georg Ritter von Hengl - 17 de julio de 1918; nombrado caballero de la Orden Militar de Max Joseph en octubre de 1918; más tarde fue nombrado general de las Tropas de Montaña y comandó la 2.ª División de Montaña y el XIX Cuerpo de Montaña.
- Max Immelmann - 24 de diciembre de 1915; El as alemán de la Primera Guerra Mundial, cuyas primeras hazañas y fama llevaron al apodo de "Blue Max"; también recibió la Cruz de Caballero y la Cruz de Comandante de la Orden Militar de San Enrique de Sajonia.
- Bruno Loerzer: fecha de adjudicación desconocida; el octavo as alemán de la Primera Guerra Mundial; también recibió la Pour le Mérite; más tarde coronel general de la Luftwaffe.
- Theodor Osterkamp - 18 de abril de 1917; aviador naval y receptor de Pour le Mérite; También voló en la Segunda Guerra Mundial y ascendió a Teniente General en la Luftwaffe.
- Manfred von Richthofen: fecha de adjudicación desconocida; el mejor as de la Primera Guerra Mundial; también recibió la Pour le Mérite, la Orden Militar de San Enrique de Sajonia, la Orden al Mérito Militar de Württemberg y muchas otras condecoraciones.
- Kurt Student - fecha de adjudicación desconocida; más tarde, coronel general de la Luftwaffe y comandante de las tropas aerotransportadas alemanas.
- Ernst Udet - 17 de agosto de 1916; segundo as alemán con mayor puntuación de la Primera Guerra Mundial; también recibió la Pour le Mérite; más tarde coronel general de la Luftwaffe.